# Jugoslavien i olympiska vinterspelen 2002
Jugoslavien deltog i olympiska vinterspelen 2002. Jugoslaviens trupp bestod av sex idrottare varav var fem män och en var kvinna. Den äldsta deltagaren var Boris Rađenović (45 år, 197 dagar) och den yngsta var Vuk Rađenović (18 år, 261 dagar).

## Resultat

### Alpin skidåkning
- Storslalom herrar
  - Marko Đorđević - 41
- Slalom herrar
  - Marko Đorđević - 26
- Storslalom damer
  - Jelena Lolović - 40
- Slalom damer
  - Jelena Lolović - ?

### Bob
- Fyra-manna
  - Boris Rađenović, Dalibor Đurđić, Rašo Vucinić och Vuk Rađenović - 25